# Lucernafilm
Lucernafilm byla filmová společnost existující v Československu v letech 1912–1949. Významnou roli v ní měla rodina Havlových, zejména její zakladatel a dlouholetý ředitel Miloš Havel.

## Historie Lucernafilmu

### Vznik Lucernafilmu
Lucernafilm s.r.o. vznikla v roce 1912, když Vácslav Havel založil rodinnou společnost tohoto jména. Pro její fungování, které zpočátku spočívalo ve vytváření krátkých aktualit, nakoupil od společnosti Kinofa filmový materiál a vybavení. Do činnosti Lucernafilmu se aktivně zapojil syn Vácslava Havla Miloš Havel, jehož role v počáteční fázi byla především projednávání souhlasů s filmováním s rakouskými úřady. Za druhé světové války byl Lucernafilm jednou ze dvou společností, které mohly natáčet filmy v češtině. 

### Znárodnění Lucernafilmu
De iure zanikl Lucernafilm v roce 1950.